# 23504 Haneda
23504 Haneda este un asteroid din centura principală de asteroizi.

## Descriere
23504 Haneda este un asteroid din centura principală de asteroizi. A fost descoperit pe 7 martie 1992 la Geisei de Tsutomu Seki. Asteroidul prezintă o orbită caracterizată de o semiaxă mare de 2,66 ua, o excentricitate de 0,09 și o înclinație de 10,2° în raport cu ecliptica.